# Eumelea rosalia
Eumelea rosalia là một loài bướm đêm trong họ Geometridae.

## Hình ảnh

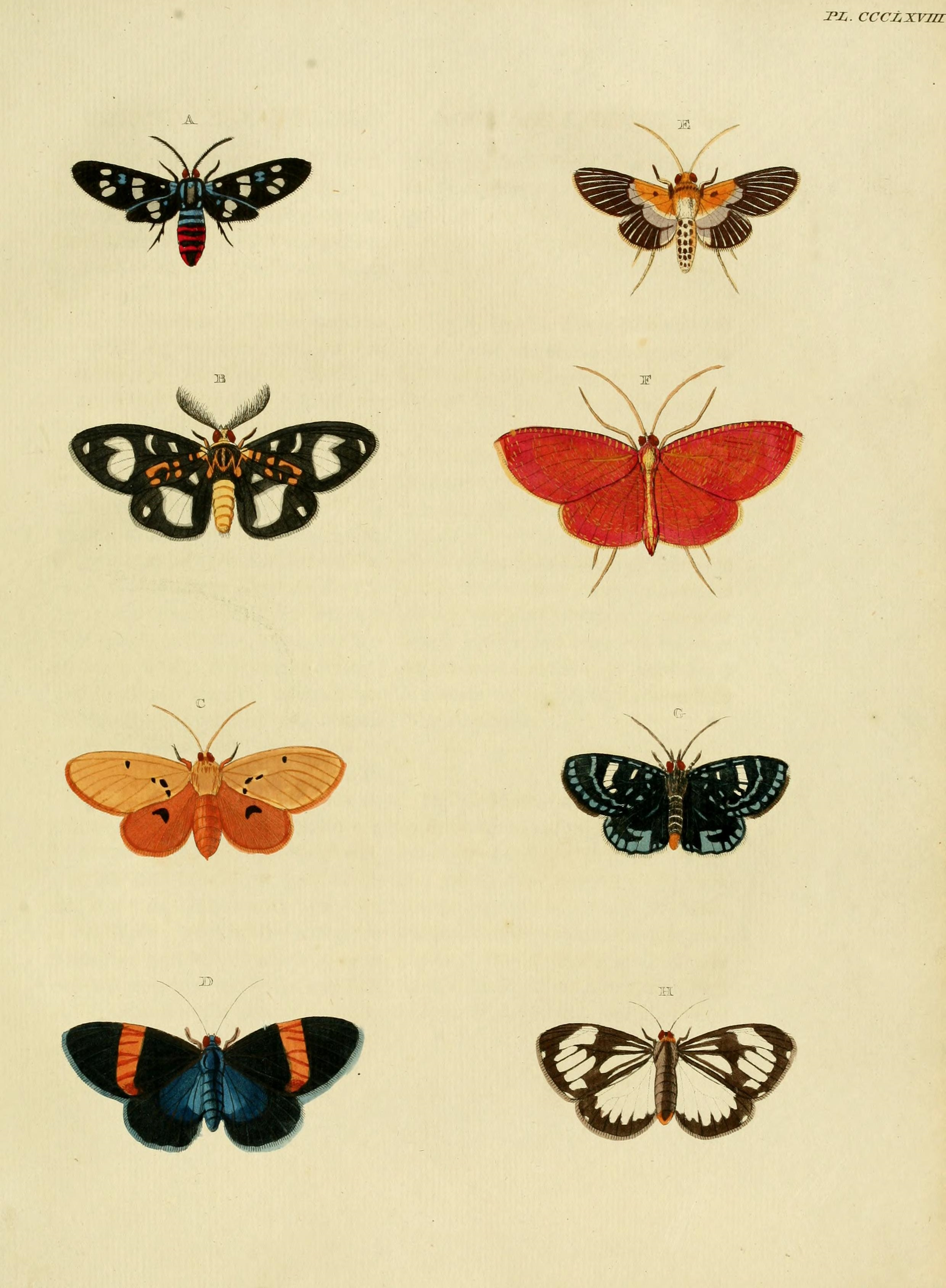
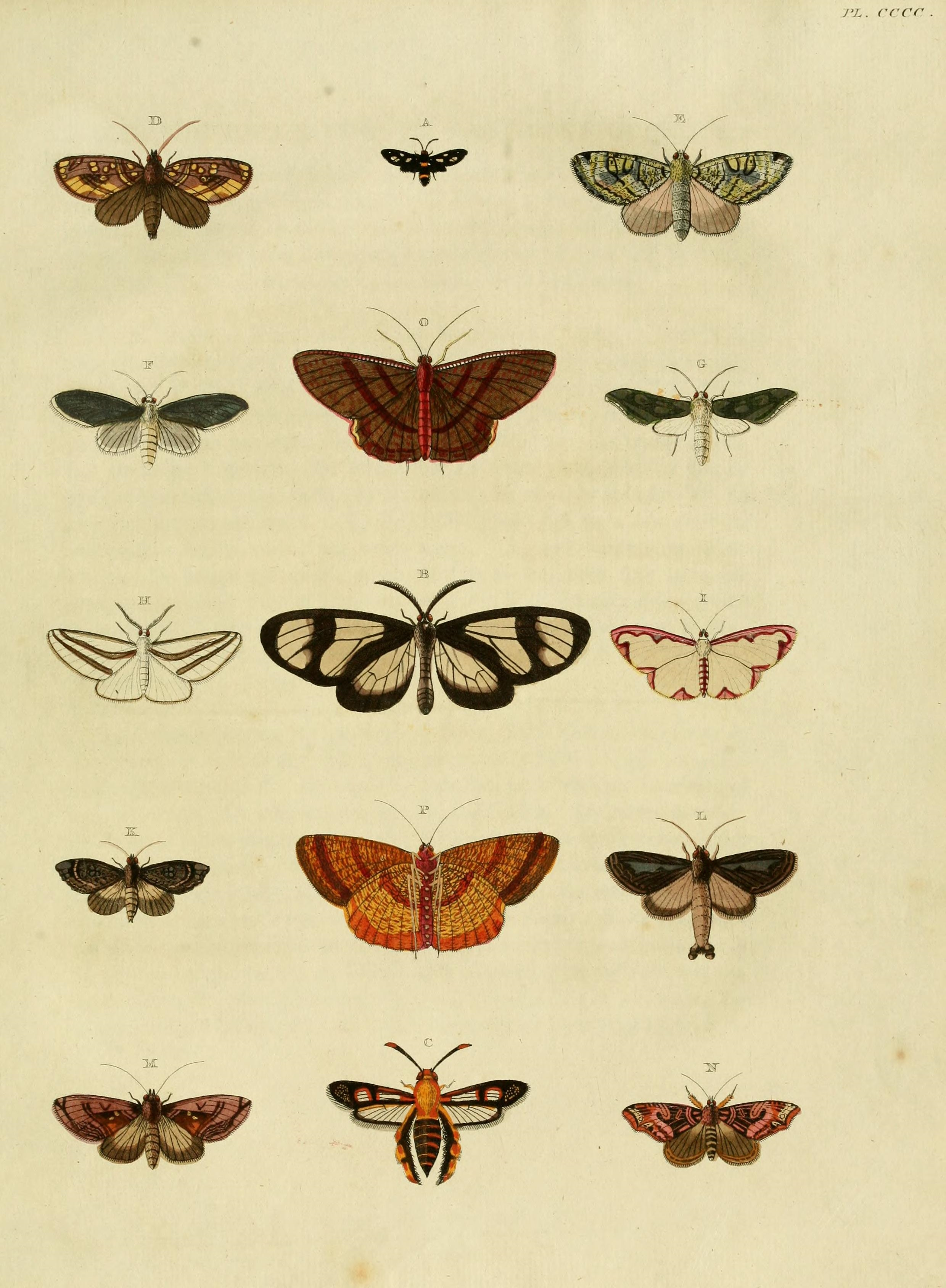